# Adina (співачка)
Адіна Тембі Ндамсе (англ. Adina Thembi Ndamse; більш відома під сценічним псевдонімом Adina (Адіна); нар. 3 жовтня 1989) — гансько-південноафриканська співачка, авторка пісень, акторка та інколи модель. Переможниця музичного реаліті-шоу «Зірки майбутнього» 2008 року. Її восьмий музичний сингл під назвою «Too Late» отримав дві нагороди — «Запис року» та «Найкраща вокалістка року» на церемонії вручення музичних нагород Vodafone Ghana Music Awards 2018 у Гані. У березні 2021 року вона увійшла до 30 найвпливовіших жінок у музиці за версією 3Music Awards Women's Brunch.

## Ранні роки та музична кар'єра
Адіна почала співати змалку. Здобула старшу середню освіту в старшій середній школі для дівчаток Везлі, а потім перейшла до Центрального університету, де отримала ступінь з вивчення навколишнього середовища та розвитку. Була у дитячому хорі Національного театру, виступала на шоу Kidafest і Fun World.
Вона здобула популярність на музичній сцені Гани, взявши участь і перемігши у музичному реаліті-шоу «Зірки майбутнього», організованому Charter House Ghana.
Під час карантину через COVID-19 давала онлайн-концерти.

## Нагороди та номінації

### Музичні нагороди Гани
| Рік  | Номіновано                       | Нагорода                                        | Результат |
| ---- | -------------------------------- | ----------------------------------------------- | --------- |
| 2021 | Adina                            | Артистка року                                   | Номінація |
| 2021 | Araba                            | Альбом року                                     | Перемога  |
| 2021 | Adina                            | Найкраща артистка року у жанрі Афробітс/Афропоп | Номінація |
| 2021 | Take care of you ft Stonebwoy    | Колаборація року                                | Номінація |
| 2021 | «Hear me»                        | Найкращий жіночий вокал року                    | Номінація |
| 2021 | «Daddy's Little girl»            | Запис року                                      | Перемога  |
| 2021 | Adina-Hyedin                     | Авторка пісень року                             | Номінація |
| 2021 | «Why»                            | Найкраща музична пісня року                     | Номінація |
| 2021 | «Take care of you» ft. Stonebwoy | Найкраща пісня року у жанрі Афробітс/Афропоп    | Номінація |
| 2021 | «Why»                            | Найкраща пісня року у жанрі Реґі/Денсхолл       | Перемога  |
| 2020 | Adina                            | Запис року                                      | Номінація |
| 2018 | Adina                            | Найкращий жіночий вокал року                    | Перемога  |
| 2017 | Adina                            | Пісня року у жанрі Афропоп                      | Перемога  |
| 2017 | Adina                            | Найкраща вокалістка                             | Перемога  |
| 2016 | Adina                            | Запис року                                      | Номінація |
| 2016 | Adina                            | Пісня року у жанрі Афропоп                      | Номінація |
| 2016 | Adina                            | Найкраща вокалістка року                        | Номінація |

### Нагороди за досягнення в галузі розваг
У березні 2021 року отримала нагороду в категорії «Найкраща артистка року» в категорії Entertainment Achievement Awards.

### 3Music Awards
У березні 2021 року її пісня WHY (укр. Чому) стала піснею року в жанрі Реґі/Денсхолл на 3Music Awards.

### Vodafone Ghana Music Awards
| Рік      | Номіновано                            | Нагорода | Результат |
| -------- | ------------------------------------- | -------- | --------- |
| 2021 рік | Найкраща реггі/денсхолл артистка року | WHY      | Перемога  |
| 2021 рік | Вокалістка року                       | Hear me  | Номінація |